# Austromitra zafra
Austromitra zafra är en snäckart som beskrevs av Powell 1952. Austromitra zafra ingår i släktet Austromitra och familjen Costellariidae. Inga underarter finns listade i Catalogue of Life.